# Santiago Bernabéu (cầu thủ bóng đá)
Santiago Bernabéu de Yeste (phát âm tiếng Tây Ban Nha: [sanˈtjaɣo βeɾnaˈβew ˈʝeste]; 8 tháng 6 năm 1895 - 2 tháng 6 năm 1978) là một cầu thủ bóng đá người Tây Ban Nha chơi cho Real Madrid như một tiền đạo, và là một trong những người quan trọng nhất trong lịch sử của Real Madrid.
Ông thường được coi là người mà phần lớn công lao có thể được trao cho việc biến Real Madrid CF thành một trong những câu lạc bộ bóng đá thành công nhất ở Tây Ban Nha và châu Âu. Sân vận động hiện tại của đội bóng được đặt tên theo tên ông. Ông là chủ tịch của câu lạc bộ trong 35 năm, từ tháng 9 năm 1943 đến tháng 6 năm 1978.

## Trước nội chiến
Bernabéu sinh ra ở Almansa, Albacete, Tây Ban Nha. Gia đình anh chuyển đến Madrid khi ông còn rất trẻ, và Bernabéu đã gia nhập hàng ngũ đàn em của Real Madrid vào năm 1909 lúc 14 tuổi, sau khi trở thành khán giả thường xuyên trong các trận đấu của họ trong nhiều năm. Bernabéu đã đeo băng đội trưởng trong nhiều năm, chơi như một tiền đạo trước khi nghỉ hưu từ năm 1927. Ông tiếp tục được liên kết với câu lạc bộ cho đến năm 1935, đầu tiên là giám đốc, sau đó trở thành trợ lý giám đốc và cuối cùng là quản lý của đội đầu tiên.

## Nội chiến
Với sự bùng nổ của Nội chiến Tây Ban Nha vào năm 1936, bóng đá chuyên nghiệp đã không còn được chơi ở Tây Ban Nha. Trong chiến tranh, ông đã chiến đấu về phía phe Quốc gia với tư cách là một người lính dưới quyền tướng Agustín Muñoz Grandes.

## Hậu chiến
Khi chiến tranh kết thúc và bóng đá bắt đầu trở lại ở Tây Ban Nha, Bernabéu đã tìm thấy ở Real Madrid, với tất cả ý nghĩa và mục đích, một câu lạc bộ đã chết. Ban lãnh đạo cũ (một số đã bị giết hoặc biến mất trong chiến tranh) và thậm chí một số danh hiệu của câu lạc bộ từ những năm đầu của họ đã bị đánh cắp. Hơn nữa, tại thời điểm câu lạc bộ thành lập là Atlético Madrid (được đổi tên thành Atlético Aviación, đội của Không quân) và Real Madrid ban đầu không nhận được bất kỳ sự giúp đỡ nào của chính phủ trong việc xây dựng lại. Bernabéu đã tiến hành trong vài tháng tới để tìm kiếm và liên hệ với các cựu cầu thủ, giám đốc và thành viên câu lạc bộ, cuối cùng tái cấu trúc câu lạc bộ.
Năm 1943, sau khi người hâm mộ bạo lực sau chiến thắng của Real Madrid trước FC Barcelona, chính phủ đã áp dụng giải pháp solomonic, buộc Chủ tịch của cả hai câu lạc bộ phải từ chức, và Bernabéu được bầu làm Chủ tịch Real Madrid   - một vị trí ông sẽ nắm giữ cho đến khi chết vào ngày 2 tháng 6 năm 1978.
Thành công tuy nhiên đã không đến ngay lập tức. Câu lạc bộ vẫn còn trong tình trạng rất kém và các câu lạc bộ khác, chẳng hạn như Atlético đã nói ở trên, Barcelona và Athletic Bilbao có những đội rất mạnh.
Bernabéu bắt đầu thực hiện ý tưởng của mình. Ông tái cấu trúc câu lạc bộ ở tất cả các cấp, trong tương lai sẽ trở thành cấu trúc hoạt động bình thường của các câu lạc bộ chuyên nghiệp, đưa ra mọi bộ phận và cấp độ của các đội kỹ thuật độc lập của câu lạc bộ và tuyển dụng những người có tham vọng và có tầm nhìn theo cách riêng của họ, như Raimundo Saporta.
Sau đó, ông đã nỗ lực xây dựng những gì sẽ trở thành sân vận động mà ngày nay mang tên của ông, vào thời điểm sân vận động lớn nhất ở châu Âu, nó được nhận xét là"quá nhiều sân vận động cho một câu lạc bộ quá nhỏ". Công trình Ciudad Deportiva, được xây dựng để các cầu thủ có thể tập luyện mà không phá hủy sân của sân vận động, cũng được xây dựng trong những năm này. Cuối cùng, ông bắt tay vào một chiến lược đầy tham vọng là ký hợp đồng với những cầu thủ đẳng cấp thế giới từ nước ngoài, trong đó nổi bật nhất là việc ký hợp đồng với Alfredo Di Stéfano và xây dựng khía cạnh đa quốc gia thực sự đầu tiên trên thế giới. Trong nhiều nhiệm kỳ của chủ tịch Bernabéu là cái tên vĩ đại
nhất của Real Madrid đã chơi cho câu lạc bộ, trong đó có Molowny, Muñoz, Di Stéfano, Gento, Rial, Santamaria, Kopa, Puskás, Amancio, Pirri, Netzer, Santillana, Juanito, Camacho, del Bosque và nhiều hơn nữa.